# هلفيلة سريجية
هلفيلة سريجية (الاسم العلمي: Helvella ephippium) هي نوع من الفطريات يتبع جنس الهلفيلة من الفصيلة الهلفيلية.